# Peter Aufderhaar
Peter Aufderhaar (* 8. März 1973 in Rheine) ist ein deutscher Filmkomponist, Toningenieur und Sounddesigner.

## Biografie
Aufderhaar studierte an der Westfälischen Wilhelms-Universität Münster Musik und Deutsch fürs Lehramt bis zum 1. Staatsexamen und wechselte dann an die Internationale Filmschule Köln, wo er ein Aufbaustudium für Sound und Design absolvierte.
Nachdem Aufderhaar 2004 für den Kurzfilm Eins zu eins, einem Projekt der ifs Internationalen Filmschule Köln als Sounddesigner tätig war, wirkte er im darauffolgenden Jahr an dem Kurzfilm Ich rette das Multiversum als Sounddesigner mit. In dem Film werden wir Zeugen eines Brainstormings, das die Hauptfiguren nutzen, um ein ewiges Paradies zu schaffen. Für den komödiantischen Kurzspielfilm Vola! (2008) mit Martin Müller und Jörg Reimers, einen Film der im Flying Saucers Café in Santa Monica, Kalifornien, gedreht wurde, war er erneut als Sounddesigner tätig. Bei dem 2010 veröffentlichten komödiantischen Kriminalfilmdrama Sascha von Dennis Todorović, in dem es um ein Wunderkind am Klavier geht, war Aufderhaar für die Musik und das Sound-Design verantwortlich. Bei der Zuerkennung des Förderpreises hieß es dann auch: „Die wunderbare Regieleistung von Dennis Todorovic hat ihre Entsprechung in der musikalischen Bearbeitung von Peter Aufderhaar gefunden.“ Die 2015 erschienene Tragikomödie Schwester Weiß brachte eine erneute Zusammenarbeit mit Todorović. Aufderhaar komponierte die Filmmusik für den Film um zwei ungleiche von Željka Preksavec und Lisa Martinek verkörperte Schwestern.

## Filmografie (Auswahl)
- 2004: Eins zu Eins (Kurzfilm; Sounddesigner)
- 2005: Brudermord (Soundeditor)
- 2005: Ich rette das Multiversum (Kurzfilm; Komponist und Tonschnittleitung)
- 2005: Schicksalsliebe (Kurzfilm; Sound)
- 2006: Atina & Herakles (Sounddesigner)
- 2006: Kick It Like Zombies (Kurzfilm; Komponist und Sounddesigner)
- 2007: My Little Boy (Kurzfilm; Komponist und Soundmixer)
- 2007: Madamned (Kurzfilm; Komponist und Sounddesigner, Soundmixer)
- 2008: Code 21 (Fernsehfilm; Komponist und Sounddesigner)
- 2008: Vola! (Sounddesigner)
- 2009: Hans im Glück (Kurzfilm; Sounddesigner)
- 2010: Sascha (Sasha; Komponist, Sounddesigner)
- 2011: Taste the Waste (Dokumentarfilm; Sound, Tonschnittleitung)
- 2011: Among Us (Kurzfilm; Soundeditor)
- 2011: Die Könige der Straße (Kurzfilm; Komponist)
- 2011: Ritter Roland (Kurzfilm, Komponist)
- 2012: Pastrami (Kurzfilm; Soundeditor)
- 2013: Die Essensretter (Fernseh-Dokumentation; Komponist, Sounddesigner)
- 2015: Schwester Weiß (Komponist)
- 2019: Die rote Linie – Vom Widerstand im Hambacher Forst (Dokumentarfilm; Sounddesigner)

## Auszeichnungen
- Förderpreis Deutscher Film 2010 an Peter Aufderhaar für Musik und Sounddesign in dem Film Sascha von Dennis Todorović[4]